# Китолано, Джошуа
Джошуа Гастон Китолано (норв. Joshua Gaston Kitolano; род. 3 августа 2001, Малави) — норвежский футболист, полузащитник нидерландского клуба «Спарта».

## Клубная карьера
Китолано — воспитанник клубов «Гулсет» и «Одд». 15 апреля 2018 года в матче против «Стрёмсгодсета» он дебютировал в Типпелиге.

## Международная карьера
В 2018 году в составе юношеской сборной Норвегии Китолано принял участие в юношеском чемпионате Европы в Англии. На турнире он сыграл в матчах против команд Португалии, Словении, Швеции и Англии.
В 2018 году в составе юношеской сборной Норвегии Китолано принял участие в юношеском чемпионате Европы в Финляндии. На турнире он был запасным и на поле не вышел.